# 3D Deathchase
3D Deathchase (с англ. — «Смертельная погоня в 3D») — компьютерная игра для платформы ZX Spectrum, написанная программистом Мервином Эсткортом и изданная компанией Micromega в Великобритании, а также компанией Ventamatic в Испании.

## Сюжет

Игровой процесс. Помимо мотоциклиста-нарушителя, в зоне обстрела находится низколетящий вражеский вертолёт

Игрок выступает в роли служителя закона и управляет мотоциклом, который патрулирует лесную территорию. В качестве мишеней выступают два других мотоцикла: синий и жёлтый. Мотоцикл игрока оборудован огнестрельным оружием, при помощи которого он должен уничтожить противника. При этом игроку необходимо постоянно уклоняться от столкновений с деревьями. За каждого уничтоженного врага игрок получает 1000 долларов. Как только оба противника будут ликвидированы, игрок переносится на следующий уровень, который представляет собой ту же территорию, только в ночное время. Пройдя «ночной» уровень, игрок попадает на следующий уровень, где частота деревьев в лесу неизменно увеличивается. Помимо врагов на мотоциклах, встречаются также вражеские вертолёты и танки, сбив которые, игрок получает дополнительные очки.
Игра не имеет чёткого сюжетного окончания, поэтому она продолжается до тех пор, пока у игрока не закончатся все попытки. Всего в игре 8 уровней, пройдя которые, игрок вновь вернётся на уровень 1.

## Оценки и мнения
| Награды           | Награды                                             |
| Издание           | Награда                                             |
| ----------------- | --------------------------------------------------- |
| Your Sinclair     | Лучшие игры всех времен для ZX Spectrum, 1-е место  |
| Retro Gamer, 2008 | 1-е место в рейтинге Лучших игр ZX Spectrum         |
| Crash             | Лучшие игры всех времен для ZX Spectrum, 98-е место |

Игра получила положительные отзывы в прессе в основном за то, что игровой процесс достаточно реалистично на тот момент отражал трёхмерный мир. Статья в журнале CRASH описывала 3D Deathchase как «игру с крайне простой идеей и чётко поставленной, несложной задачей», присвоив игре рейтинг в 92 %.
Игра заняла первое место в списке 100 лучших игр для ZX Spectrum по версии журнала Your Sinclair и 98-е место в аналогичном списке журнала Crash>.

## Ремейки
В 2002 году журнал Edge в рубрике «Retro Special» представил игру Death Chase, написанную Эндрю Лейденом. Критики отозвались о ней как о «довольно симпатичной, но лишенной близости к оригиналу». Ремейк с названием Dark Rider («Тёмный всадник») был написан программистом Евгением Кияновым и выпущен для iPhone. Кроме того, мини-игра 3D Deathchase встречается в видеоигре Xi для Playstation.